# Mars (манга)
MARS (яп. マース Ма:дзу) — манга авторства Сорё Фуюми. Манга издавалась с 13 мая 1996 по 13 декабря 2000 в Японии. Всего манга MARS состоит из 15 томов. Японское издательство манги осуществляется Kodansha. Мангу по сериям выпускал японский журнал Bessatsu Friend.
Манга MARS является смесью детектива, психопатологий и романтизма.
Манга Mars Gaiden является предысторией оригинальной манги. Она значительно короче оригинальной манги. Длина манги только 1 том. Автор и всё остальное у манги не поменялось и вышла манга в 2000 году.

## Сюжет
Скромная, нелюдимая и замкнутая Кира Асо учится в 10 классе школы. Кира — одиночка, которая неохотно идёт на контакт, и поэтому её избегают собственные одноклассники. Её одиночество вызвано детской травмой, и из-за того, что у Киры нет друзей, она большую часть времени посвящает рисованию. Однажды на Киру обратил внимание парень с очень «хорошей» репутацией, Рей Касино. Кира сначала пугается Рея из-за его репутации и с ужасом узнаёт о том, что Рей не только будет в новом учебном году в её классе, но и сидит рядом с ней. Рей же заинтересован рисунками Киры и постепенно у Рея получается подружиться с Кирой. Вскоре Кира даже просит его позировать ей. Она восхищена характером Рея и его отношением к жизни, лёгкостью, с которой он заводит друзей и его яркостью. Но их сближение одноклассники преследуют отнюдь не с радостью. Девочки ревнуют Касино и считают, что Кира крадет у них Рея.